# Ádám László (földrajztudós)
Ádám László (Székelykeresztúr, 1927. június 27. – Budapest, 1994. január 15.) magyar földrajztudós, geomorfológus, a földrajztudományok doktora (1989), tudományos tanácsadó, a Magyar Földrajzi Társaság tiszteleti tagja, Akadémiai Díjas (1991).

## Életpályája
Unitárius vallású kistisztviselő családban született. Unokatestvére volt Ádám Dénes, hamorodkeményfalvi unitárius lelkész, Székelyudvarhelyen, a mai Tamási Áron Gimnázium jogelődjében (Baróti Szabó Dávid Gimnázium) végezte középiskolai tanulmányait 1942-től. 1947-ben érettségizett Brassóban. 1947-ban felvételt nyert a budapesti Pázmány Péter Tudományegyetem (1950 után ELTE) földrajz–történelem szakára, ahol földrajz–történelem szakos középiskolai tanári oklevelet szerzett.
1951 és 1958 között az ELTE Élet- és Földtudományi Kar, illetve az ELTE TTK Földrajzi, ill. Természetföldrajzi Tanszék oktatójaként dolgozott, és 1957-ben egyetemi doktori címet szerzett. 1958-től 1988-ig az MTA Földrajzi Kutató Csoport, majd Kutatóintézet tudományos munkatársaként, majd tudományos főmunkatársaként dolgozott. 1965-ben a földrajztudományok kandidátusa, 1989-től doktora. 1972-ben az ELTE előterjesztésére  címzetes egyetemi docens címet kapott. 1975 és 1980 között az MTA Földrajzi Tudományos Bizottságának titkára volt.
Úttörő szerepet vállalt a komplex természetföldrajzi tájértékelés elvi-módszertani alapjainak kimunkálásában, az ország területének több mint 10%-áról adott tájértékelést (Mezőföld, Móri árok, Szekszárdi-dombvidék, Velencei-hegység, Sopron-Vasi-síkság). A korszerű tájkutatási és tájértékelési irányzatok egyik első magyarországi képviselője, elsőként végezte el a Mezőföld komplex természetföldrajzi tájértékelését. A magyarországi (mérnök)geomorfológiai térképezés egyik elindítója.
Családja
1957-ben feleségül vette Reinhardt Margitot. Házasságukból egy fiúgyermek született, Dr. Ádám Attila (1958-)

## Főbb művei
- A paksi löszfeltárás (Marosi Sándorral és Szilárd Jenővel, Földrajzi Közlemények, 1954)
- Észak-Mezőföld geomorfológiája (Földrajzi Értesítő, 1955)
- A Velencei-tó és a Zámolyi medence kialakulása (Földrajzi Közlemények, 79(4):307–329, 329–332, 1955)
- A Mezőföld természeti földrajza (szerk. Marosi Sándorral, Szilárd Jenővel, Budapest, 1959)
- A Móri árok északi előterének morfológiája. (Földrajzi Értesítő, 1959)
- Románia természeti földrajza (Földrajzi Közlemények, 83(2):151–172, 1959)
- A Tolnai hegyhát kialakulása (Földrajzi Értesítő, 1960)
- A Rábán túli kavicstakaró (Földrajzi Értesítő, 1962)
- A Szekszárdi dombvidék kialakulása és morfológiája (Földrajzi tanulmányok 2., Budapest, 1964)
- A Szekszárdi dombvidék talajtakarójának pusztulása (Földrajzi Értesítő, 1967)
- Morfológiai kutatások szerepe a települések vízellátásában (Földrajzi Közlemények, 93(2):139–146, 1969)
- A magyarországi dombságok negyedkori felszínfejlődésének főbb vonásai (Marosi Sándorral és Szilárd Jenővel,  Földrajzi Közlemények, 1969)
- A Tolnai-dombság kialakulása és felszínalaktana (Földrajzi tanulmányok, 10., Budapest, 1969)
- Nyugat-Dunántúl hasznosítható nyersanyagai (Vasi Szemle, 1971)
- A Kisalföld és a nyugat-magyarországi peremvidék (szerk. Marosi Sándorral, Magyarország tájföldrajza, 3. Budapest, 1975)
- Románia (Panoráma útikönyvek) (Ádám László, Belia György, Csatári Dániel, Budapest, 1975)
- Agrárgazdasági szempontú komplex természetföldrajzi tájértékelés (Földrajzi Közlemények, 1975)
- Komplex természetföldrajzi térképezés a mezőgazdaság szolgálatában (Földrajzi Értesítő, 1976)
- A Tolnai-dombság tájföldrajza (Földrajzi Értesítő, 1978)
- Dunaújváros földrajza (Szerk. Boros Ferenccel, földrajzi monográfiák. 10., Budapest, 1979)
- A Dunántúli-dombság. Dél-Dunántúl. (szerk. Marosi Sándorral, Szilárd Jenővel, Magyarország tájföldrajza, 4., Budapest, 1981)
- A Tolnai-dombság genetikai talajtípusai és talajlepusztulása (Földrajzi Értesítő, 1982)
- Mérnök geomorfológiai térképezés (szerk. Pécsi Mártonnal, Budapest, MTA FKI, 1985)
- Sopron környékének kialakulása és felszínalaktana. (Földrajzi Értesítő, 1985)
- A Dunántúli-középhegység (szerk. Marosi Sándorral, Szilárd Jenővel, Magyarország tájföldrajza, 5. Budapest, 1987)
- Tájkutatás–tájértékelés–térképezés (Doktori értekezés, MTA, Budapest, 1988)
- Magyarország kistájainak katasztere I.-II. (társszerzőkkel, Budapest, MTA FKI, 1990)
- A Déli-Kárpátok tájföldrajza (Földrajzi Közlemények, 114(3-4):165–173, 1990)
- A Velencei-hegység fejlődéstörténete és felszínalaktana (Földrajzi Értesítő, 1993)
- Magyar nagylexikon I.-XiX. Akadémiai kiadó,1993-2004. (Erdély természeti földrajza)

## Díjai, elismerései
- Szocialista Földrajzért (1976)
- Munka Érdemrend (ezüst, 1980)
- Akadémiai Díj (1991)